# دروگر مرگ (فیلم)
«دروگر مرگ» (انگلیسی: Grim Reaper (film)) فیلمی در ژانر ترسناک است که در سال ۲۰۰۷ منتشر شد.